# Từ lóng tình dục
Từ lóng tình dục, tiếng lóng tình dục là một tập hợp các thuật ngữ và cụm từ ngôn ngữ được sử dụng để chỉ các cơ quan, quá trình và hoạt động tình dục; chúng thường được coi là thông tục hơn là chính thức hoặc y tế, và một số có thể bị coi là bất lịch sự hoặc không đúng cách.
Liên quan đến tiếng lóng tình dục là tiếng lóng liên quan đến đại tiện và đầy hơi (hài hước trong nhà vệ sinh, khoa học thần kinh). Các từ nói về đường hậu môn thường được đưa ra một ý nghĩa tình dục trong bối cảnh quan hệ tình dục qua đường hậu môn (đặc biệt, trong bối cảnh đồng tính luyến ái nam).
Mặc dù việc sử dụng phổ biến là vô cùng linh hoạt trong việc tạo ra các từ đồng nghĩa mới có thời gian tồn tại ngắn, các thuật ngữ cũ không có màu sắc nổi bật có thể được coi là không phù hợp theo thời gian. Do đó, các thuật ngữ như đít/bướm, cu không nên được coi là "tiếng lóng", vì chúng là các thuật ngữ thông dụng, nhưng chúng thường được coi là thô tục và được thay thế bằng uyển ngữ hoặc thuật ngữ khoa học trong ngôn từ "lịch sự"